# Wanda Curtis

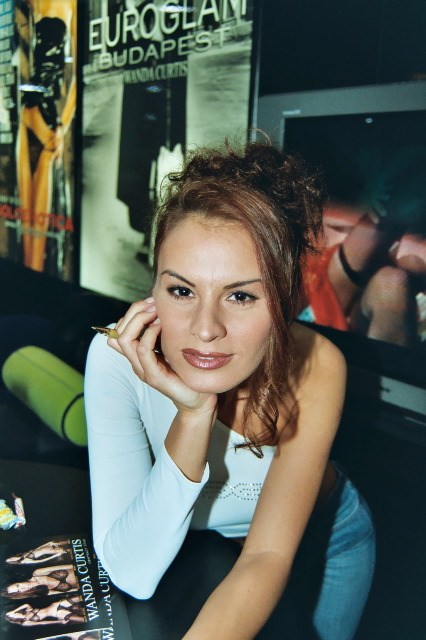
Wanda Curtis (2003)

Wanda Curtis (* 7. November 1975 als Hajnalka Katalin Kovacs in Ungarn) ist eine ungarische Pornodarstellerin.

## Leben
Curtis wurde 1997 bei ihrer damaligen Tätigkeit im Budapester Rotlichtmilieu von einem US-Produzenten entdeckt. Im Jahr 1998 gelang ihr der Durchbruch mit dem Film „One Million Dollar Babes“ und 1999 erhielt sie den Venus Award als „Starlet of the Year“. Im Jahr 2000 war sie bei den Hot d’Or als Best European Starlet nominiert. Nach einer Pause kam sie ins Hardcore-Business zurück und drehte Filme für die Studios Private Media Group und Hustler. Im Jahr 2002 wurde sie von Michael Ninn unter Vertrag genommen und hat seitdem überwiegend für Ninn Worx Filme gedreht. 2003 erschien Euroglam Budapest: Wanda Curtis. 2004 war sie bei den AVN Awards als Foreign Performer of the Year nominiert.
Sie heiratete im Jahr 2001 den Darsteller Herschel Savage, ist jedoch mittlerweile geschieden. Am 26. Januar 2009 zeigte der Fernsehsender Das Vierte im Rahmen seiner Sendereihe „Private Stars“, in der die Stars des Labels Private vorgestellt werden, die Folge „Wanda Curtis“.

## Auszeichnungen
- 1999: Venus Award – Starlet of the Year

## Filmografie (Auswahl)
- 1998: Die Frau in der eisernen Maske (Anita e la maschera di ferro)
- 1999: The Uranus Experiment 1–3
- 2001: No Man’s Land 34
- 2001: Pussyman’s Decadent Divas 12
- 2003: In the Garden of Shadows
- 2002: The Private Life of Wanda Curtis
- 2003: Lost Angels: Wanda Curtis
- 2003: Euroglam Budapest: Wanda Curtis
- 2004: Madam Curtis
- 2006: AWA - Anais, Wanda Curtis, Angel Cassidy